# Juan Carlos Hernández Escobar
Juan Carlos Hernández (n. Talca, Región del Maule, Chile, 10 de octubre de 1959) es un exfutbolista chileno que jugaba en la posición de Defensa, militó en diversos clubes de Chile.  

## Trayectoria

### Como jugador
Se inició en las divisiones inferiores de Rangers de Talca, club en el que debuta como profesional el año 1978 a los 18 años de edad, fue parte del aquel recordado Rangers 1983 que terminó en 5° lugar del campeonato nacional, equipo dirigido por Orlando Aravena y el cual conformaban entre otros Atilio Herrera, Juan Ubilla, Hugo Solís, Pablo Prieto y Rubens Nicola, y del Rangers subcampeón de la Liguilla Pre-Libertadores 1985. Durante su estadía en Rangers se convierte en uno de los jugadores más importantes del club, sumando 119 partidos.
En 1988 arriba a Palestino, con el club árabe descendió a segunda división en 1988 y al año siguiente consigue el ascenso a la Primera División al obtener el subcampeonato de la Segunda División de Chile 1989, se mantuvo como titular indiscutido en el cuadro tricolor hasta el año 1993. Se retiró del profesionalismo en Deportes Arica, cuadro al que defendió en 1994 y 1995

### Como entrenador
Posteriormente a su retiro como futbolista profesional ejerció como director técnico, destacando su paso interino por Rangers de Talca en 2007 y 2009.

## Selección nacional
Fue seleccionado de Chile en cinco partidos durante el año 1989, incluyendo la Copa Centenario de Armenia disputada en Colombia.
En 1985 fue parte de la Selección de Chile A2 que participó en la Copa Independencia de Indonesia coronándose campeona.
Integró también el seleccionado de Chile en el Torneo Preolímpico Sudamericano de 1987.

### Partidos internacionales
| Partidos internacionales | Partidos internacionales | Partidos internacionales                                   | Partidos internacionales | Partidos internacionales | Partidos internacionales | Partidos internacionales | Partidos internacionales | Partidos internacionales | Partidos internacionales   |
| N.º                      | Fecha                    | Estadio                                                    | Local                    | Resultado                | Visitante                | Goles                    | Asistencias              | DT                       | Competición                |
| ------------------------ | ------------------------ | ---------------------------------------------------------- | ------------------------ | ------------------------ | ------------------------ | ------------------------ | ------------------------ | ------------------------ | -------------------------- |
| 1                        | 29 de enero de 1989      | Estadio Modelo, Guayaquil, Ecuador                         | Ecuador                  | 1-0                      | Chile                    |                          |                          | Orlando Aravena          | Amistoso                   |
| 2                        | 1 de febrero de 1989     | Estadio Centenario, Armenia, Colombia                      | Perú                     | 0-0                      | Chile                    |                          |                          | Orlando Aravena          | Copa Centenario de Armenia |
| 3                        | 5 de febrero de 1989     | Estadio Centenario, Armenia, Colombia                      | Colombia                 | 1-0                      | Chile                    |                          |                          | Orlando Aravena          | Copa Centenario de Armenia |
| 4                        | 20 de abril de 1989      | Estadio Nacional, Santiago, Chile                          | Chile                    | 1-1                      | Argentina                |                          |                          | Orlando Aravena          | Amistoso                   |
| 5                        | 5 de mayo de 1989        | Los Angeles Memorial Coliseum, Los Ángeles, Estados Unidos | Chile                    | 1-0                      | Guatemala                |                          |                          | Orlando Aravena          | Four Nations Tournament    |
| Total                    | Total                    | Total                                                      | Presencias               | 5                        | Goles                    | 0                        |                          |                          |                            |

| Selección chilena | Selección chilena | Selección chilena |
| Año               | Partidos          | Goles             |
| ----------------- | ----------------- | ----------------- |
| 1989              | 5                 | 0                 |
| Total             | 5                 | 0                 |

## Clubes
| Club           | País  | Año       |
| -------------- | ----- | --------- |
| Rangers        | Chile | 1977-1986 |
| Palestino      | Chile | 1988-1993 |
| Deportes Arica | Chile | 1994-1995 |